# Antoine Pomme
Pour les articles homonymes, voir Pomme.
Antoine Pomme est un poète baptisé à Orgon (Bouches-du-Rhône) le 16 août 1645.
Il a publié un ouvrage, Les œuvres du sieur Antoine Pomme, en 1674, qu'il a dédicacé au comte de Grignan, gendre de la marquise de Sévigné, mari de Françoise de Sévigné. La première partie est constituée de lettres à ses contemporains, et surtout à ses contemporaines; la seconde, de poèmes.

## Biographie
« Il était, selon les archives d'Arles, docteur en médecine, et l'époux de Marguerite Rosier; il exerçait à Orgon ».
Il est petit-fils d'Antoine Pomme, maître chirurgien, et à l'origine d'une famille de médecins d'Arles, dont Pierre Pomme (1728-1814).

## Œuvres
- Les Œuvres du sieur Antoine Pomme, J. Poysuel, 1674, 262 p.